# Megalopyge
Megalopyge is een geslacht van vlinders van de familie Megalopygidae.

## Soorten
- M. affinis (Druce, 1887)
- M. albicollis (Walker, 1855)
- M. amita Schaus, 1900
- M. amitina Dognin, 1912
- M. apicalis (Herrich-Schäffer, 1856)
- M. braulio Schaus
- M. brunneipennis (Schaus, 1905)
- M. crispata (Packard, 1864)
- M. chrysocoma (Herrich-Schäffer, 1856)
- M. defoliata (Walker, 1855)
- M. dyari Hopp, 1935
- M. hina (Dognin, 1911)
- M. hyalina (Schaus, 1905)
- M. immaculata (Cassino, 1928)
- M. inca Hopp, 1935
- M. krugii (Dewitz, 1897)
- M. lacyi (Barnes & McDunnough, 1910)
- M. lampra Dyar, 1910
- M. lanata (Stoll, 1780)
- M. lanceolata Dognin, 1923
- M. lapena Schaus, 1896
- M. lecca (Druce, 1890)
- M. megalopygae (Schaus, 1905)
- M. nuda (Stoll, 1789)
- M. obscura (Schaus, 1905)
- M. opercularis (Smith & Abbot, 1797)
- M. ovata (Schaus, 1896)

- M. perseae (Dognin, 1891)
- M. peruana Hopp, 1935
- M. pixidifera (Smith & Abbot, 1797)
- M. radiata Schaus, 1892
- M. ravida (Druce, 1887)
- M. salebrosa (Clemens, 1860)
- M. tharops (Stoll, 1782)
- M. torva Schaus, 1912
- M. trossula (Dognin, 1891)
- M. trujillina Dyar, 1910
- M. undulata (Herrich-Schäffer, 1858)
- M. urens Berg, 1882
- M. uruguayensis Berg, 1882
- M. victoriana Schaus, 1927
- M. vulpina Schaus, 1900
- M. xanthopasa (Sepp, 1828)